# Culver Entertainment
Culver Entertainment é uma gravadora direta para DVD da Sony Pictures Entertainment.
A Sony Pictures estabeleceu a Culver Entertainment para se concentrar no desenvolvimento e produção de drama, comédia e séries animadas exclusivamente para DVD e distribuição internacional. O primeiro projeto sob a bandeira da Culver foi The Spectacular Spider-Man, que estreou em março de 2008.
O nome Culver surge da localização do Sony Studios em Culver City, Califórnia. A Culver Entertainment foi criada com a intenção de lançar séries de televisão e filmes separados daqueles exibidos em sua própria rede. Culver Entertainment teve um foco internacional e utilizou as redes internacionais da Sony para estar disponível para aqueles fora dos Estados Unidos. Expansão e conscientização no exterior eram necessárias neste momento devido à natureza competitiva da indústria do entretenimento.

## História de Culver City
Numerosos estúdios de cinema foram construídos em Culver City. Estes foram renovados ou de propriedade de Thomas e Harry. Ince Triangle studios foi o primeiro estúdio de cinema construído por Thomas H. Ince construído em 1915. Este estúdio fundamental foi renovado em 1919 e ficou conhecido como Goldwyn Studios. Goldwyn Studios foi amplamente divulgado e promovido em todo o mundo. Seu letreiro icônico foi publicado em jornais norte-americanos e britânicos.